# Porta Portuense

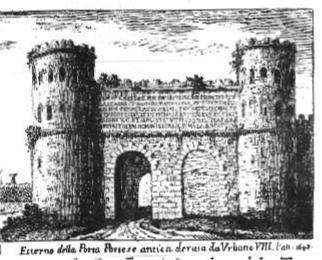
Gravura da Porta Portuense já com uma das passagens emparedada feita por Giuseppe Vasi em 1743 com base em desenhos mais antigos.

Porta Portuense (em latim: Porta Portuensis), conhecida também como Porta Navalis, era uma das portas meridionais da Muralha Aureliana de Roma e se abria no primeiro trecho da muralha na margem direita do Tibre, no ponto onde começava a antiga Via Portuense, um local que hoje fica entre a moderna Via Portuense e a Via Erigisto Bezzi, no quartiere Portuense

## História
Construída inicialmente, como muitas outras, com duas passagens, durante a restauração e reestruturação patrocinada pelo imperador Honório entre 401 e 403, a Porta Portuense manteve essa configuração, assim como a Porta Prenestina-Labicana e ao contrário da tendência geral de reduzir a uma só passagem todas as portas na muralha por motivos defensivos. Esta circunstância é uma prova da importância que esta porta teve por muitos séculos, tanto que ela sobreviveu ao processo de cristianização dos nomes das portas da muralha no século XVI e acabou recebendo o nome de Porta del Porto, confirmando a imutável importância de sua função e localização próxima ao rio. De resto, assim como a Porta Ostiense, que dava início à ligação entre Roma e o porto de Óstia Antiga, a Porta Portuense estava perto do Porto de Cláudio, que ficava perto do Porto de Trajano, ao longo da via seguia o curso do rio passando pelo território do moderno Aeroporto "Leonardo da Vinci" de Fiumicino.
A reforma de Honório se limitou a realçar a porta, as torres e a arquitrave sobre as duas passagens, na qual foi afixada uma lápide comemorativa que, segundo testemunhos da segunda metade do século XV, era provavelmente similar (mas não igual) à recuperada também na Porta Tiburtina e na Porta Maggiore. O grande interesse histórico em relação a esta inscrição é derivado da citação ao general Estilicão, assassinado em 408 depois de ser falsamente acusado de traição e conivência com o visigodo Alarico I, especialmente por que ele foi condenado em um processo de damnatio memoriae, o que fez com que seu nome fosse removido de todas as inscrições e fontes históricas. Contudo, o processo foi parcial, pois, apesar do nome de Estilicão ter sido eliminado da Porta Tiburtina, o mesmo não ocorreu na inscrição, idêntica, instalada na Porta Maggiore. Não se sabe o destino da inscrição na Porta Portuense.
Em 455, os vândalos de Genserico entraram na cidade pela Porta Portuense e deram início ao famoso e chocante saque de Roma de 455, que durou quatorze dias.
Depois de a passagem ocidental permanecer fechada por um certo tempo, a porta inteira acabou demolida pelo papa Urbano VIII por ocasião da demolição de todo o trecho da Muralha Aureliana que saía do Janículo (todo o traçado original da muralha na margem direta do Tibre é duvidoso) e, na metade do século XVII, foi substituída, 453 metros mais ao norte, pela nova Porta Portese, construída pelo papa Inocêncio X. Finalmente, o porto construído pelo imperador Cláudio já estava decadente na Idade Média (e com ele a cidade de Porto, principalmente por causa dos frequentes ataques dos piratas sarracenos em toda a costa do Mediterrâneo) e já não tinha como competir com o fluxo do porto fluvial conhecido como Ripa Grande.